# Jean-François Robert
Jean-François Robert (* 25. Juni 1973 in Hennebont, Bretagne) ist ein französischer Fotograf, Schriftsteller und Musiker.

## Leben

### Fotografie
Jean-François Robert realisierte seine ersten analogen Fotografien mit vierzehn Jahren. Er konzentrierte sich zunächst auf Porträtfotografien und Aufnahmen des großstädtischen Lebens. Insbesondere interessierten ihn dabei die Städte Berlin und Paris. In seiner ersten Einzelausstellung 1999 zeigte er unter dem Titel Das Auge des Wirbelsturms eine Serie von Fotografien von der Pariser Binneninsel Île Saint-Louis. Sein 1991 aufgenommenes Foto Paris, -25 m wurde 2003 mit einem Text von Pascal Quignard in der Zeitschrift Sigila veröffentlicht.
Sein Interesse für das Verhältnis von Natur und Mensch rückt in seinen späteren Arbeiten immer weiter in den Vordergrund. Auf seinen zahlreichen Reisen fotografierte er Menschen, Tiere und Landschaften. Von 2011 bis 2024 lebte er größtenteils in Neuseeland und initiierte dort das Projekt Space Between mit dem er Künstlerresidenzen im Abel-Tasman-Nationalpark ermöglichte. In seiner aktuellsten, fortlaufenden Fotoreihe Was Wasser uns sagt setzt sich der Fotograf mit dem Zusammenspiel von Wasser und Licht auseinander. Die abstrakten Motive fotografiert er in der Golden Bay in Neuseeland und in der Provence in Frankreich. Teile der Serie waren 2017 bei der Ausstellung ZEN in der Galerie Argentic in Paris neben Fotografien von Irving Penn, Brassaï und Edouard Boubat zu sehen.
Die Fotografien von Jean-François Robert sind international in Galerien und Privatsammlungen vertreten, unter anderem in Paris, Genf, London, Berlin, Brüssel, New York, San Francisco, Tel Aviv und Auckland. 2020 veröffentlichte er gemeinsam mit dem Umweltwissenschaftler, Schriftsteller und Dichter David Briggs den Foto- und Poesieband Reflections. 2021 wird seine Einzelausstellung Évidences von der Zeitung La Provence als „Höhepunkt des Rencontres de la Photographie d’Arles“ eingestuft.

### Musik
In einer Künstler- und Musikerfamilie aufgewachsen, begann Jean-François Robert im Alter von fünf Jahren mit Musikunterricht. Zwischen 1982 und 1992 absolvierte er in Paris sein Violinen- und Klavierstudium, unter anderem bei Alexis Galpérine und Devy Erlih. Im Dezember 1984 spielte Jean-François Robert in Anwesenheit von dem französischen Kulturminister Jack Lang und dem Außenminister Roland Dumas Klavier bei der Eröffnungszeremonie des Europäischen Jahres der Musik im Außenministerium. Von 1991 bis 2005 unterrichtete er Violine und Klavier. Von 2002 bis 2005 war er Geiger und Ausbilder im Pariser Orchester l’Académie de Musique de Paris. Zwischen 2000 und 2001 schrieb er unter dem Pseudonym Robert Van Kampen musikwissenschaftliche Artikel für die Tageszeitung Le Monde.
2013 gründete Jean-François Robert gemeinsam mit der französischen Pianistin Claire Rouault in Neuseeland das Projekt Piano on Tour. Durch Konzertreihen in kleinen Orten und besonderen Einrichtungen wie Schulen, Altersheimen und Krankenhäusern wurden gezielt auch Menschen angesprochen, die bis dahin wenig Kontakt zur klassischen Musik hatten. 2018 gründete Jean-François Robert einen französischen Ableger des Projekts und organisierte in Kooperation mit L’Assistance publique – Hôpitaux de Paris (APHP) und mit der Nationalen Musikhochschule von Paris (CNSMDP) mehrere Konzerte in Krankenhäusern.

## Literarische Werke
- 1996: Derniers Rêves (Roman)
- 1998: Un Amour de Bastide, Journal Provençal, Band 1 und 2
- 1999: La Marche Suivante, Journal Provençal
- 2000: Monromane, Chronique Provençale
- 2003: Le Martyre des Anges (Roman)